# Официрски павиљон
Официрски павиљон је једна од најстаријих сачуваних зграда на простору Петроварадинске Горње тврђаве. На старим плановима означена је као Doppelte Caserne (или Löffelholtzischen Caserne), зидана је почетком 18. века у барокном стилу. Служила је као смештај високих војних официра, као командно место и пријем високих гостију.

## Архитектура
Павиљон је доминатна једноспратна грађевина подигнута на северном делу тврђаве, изнад Лудвиговог бастиона. Састоји се од приземља, спрата и две мање подрумске просторије испод предњих делова крила. У основи је у облику издуженог правоугаоника са два мања бочна крила повезана тремом. Простор у приземљу, који је оријентисан према Дунаву, издељен је на четири целине са три ресторана у предњем делу и кухињским блоком у стражњем делу. На спрату су свечани салони, постављени у два низа. 
Велика тераса која се простире испред павиљона до границе грудобрана, поплочана је тавела плочама у форми опеке.